# ザ・トライアスロン
『ザ・トライアスロン』は、ケイ・アミューズメントリースが1988年に発売したファミリーコンピュータ用の、トライアスロンを題材としたゲームソフト。

## 概要
水泳・自転車競技・マラソンというトライアスロンの競技をそのまま再現。プレイヤーは6人いる各国選手から1人選び、各ステージでライバルたちに挑む。
なお、各競技ごとにプレイ方法が異なる。

## 各競技について

### 水泳
縦スクロール画面。十字ボタンで方向決定し（なおこれは全競技共通）Bボタン連打で泳ぎだし、Aボタンで息継ぎ（スタミナを回復できる）。なお泳がない状態では海流によってあらぬ方向に移動させられてしまう上、溺れてゲームオーバーに。海中のクラゲに触ったり、渦潮に巻き込まれるとスピードダウン・スタミナダウン（最悪の場合はスタミナ0になりゲームオーバー）になってしまう。

### 自転車競技
同じく縦スクロール画面。Bボタンで加速、Aボタンでブレーキ。スピードがつき過ぎるとカーブを曲がりきれなくなってしまう。

### マラソン
これのみ、横スクロール画面。Aボタンでジャンプ、Bボタン連打で加速。ゲームはマラソンというよりは障害物競走の様な展開となり、途中の障害物（垣根や穴）にハマってしまうとスピードダウン・スタミナダウンとなる。途中でスケートボードが登場する時があり、これを使うと3倍のスピードで進む。

## スペシャルモード
通常ゲームとは別に、難易度がアップした特別ステージが用意されている。
- 水泳 - 追ってくるサメから逃げる。
- 自転車 - 宇宙空間がステージ。UFOによる攻撃がある。
- マラソン - 夜の街がステージ。障害物が見えにくい。